# Joël Chenal
Joël Chenal (Moutiers, 10. listopada 1973.) je francuski alpski skijaš.
Svoje najbolje rezultate ostvario je u veleslalomu. U toj disciplini ima tri postolja, a od toga jednu pobjedu. Slavio je u Alta Badiji 19. prosinca 1999. godine. Ima drugo mjesto iz Yongpyonga (2000.) i treće iz Kranjske Gore (2000.) Najveći uspjeh karijere mu je osvajanje srebrnog odličja u veleslalomu na Zimskim olimpijskim igrama u Torinu 2006.

## Pobjede u Svjetskom kupu
| Nadnevak           | Skijalište | Disciplina |
| ------------------ | ---------- | ---------- |
| 19. prosinca 1999. | Alta Badia | veleslalom |